# Juan José Méndez Fernández
Juan José Méndez Fernández (Barcelona, 27 de marzo de 1964) es un deportista español que compitió en ciclismo adaptado en las modalidades de pista y ruta. Ganó tres medallas en los Juegos Paralímpicos de Verano en los años 2004 y 2008.

## Palmarés internacional
| Juegos Paralímpicos | Juegos Paralímpicos | Juegos Paralímpicos | Juegos Paralímpicos        |
| Año                 | Lugar               | Medalla             | Prueba                     |
| ------------------- | ------------------- | ------------------- | -------------------------- |
| 2004                | Atenas (Grecia)     | Medalla de plata    | Persecución individual LC4 |
| 2008                | Pekín (China)       | Medalla de bronce   | Persecución individual LC4 |

| Juegos Paralímpicos | Juegos Paralímpicos | Juegos Paralímpicos | Juegos Paralímpicos |
| Año                 | Lugar               | Medalla             | Prueba              |
| ------------------- | ------------------- | ------------------- | ------------------- |
| 2008                | Pekín (China)       | Medalla de plata    | Contrarreloj LC4    |